# Linxi (ort i Kina)
Linxi (kinesiska: 林西) är en ort i Kina. Den ligger i provinsen Hebei, i den norra delen av landet, omkring 180 kilometer öster om huvudstaden Peking.
Runt Linxi är det tätbefolkat, med 319 invånare per kvadratkilometer. Linxi är det största samhället i trakten. Trakten runt Linxi består till största delen av jordbruksmark.
Genomsnittlig årsnederbörd är 846 millimeter. Den regnigaste månaden är augusti, med i genomsnitt 199 mm nederbörd, och den torraste är januari, med 2 mm nederbörd.